# Margarete Müller
Margarete Müller   (Prudnik, 18 de febrer de 1931 - Ferdinandshof, 12 d'octubre de 2024) fou una política alemanya que va ser membre del Consell d'Estat de la República Democràtica Alemanya i, entre 1963 i 1989, del Comitè Central del Partit Socialista Unificat d'Alemanya (SED). Va ser membre candidata del politburó del SED fins al final del sistema de partit únic.

## Carrera
Müller va néixer a Neustadt (Alta Silèsia) en el si d'una família obrera. Es va veure obligada a traslladar-se a Mecklenburg després de la Segona Guerra Mundial, i es va convertir en tractorista. El 1951, Müller es va incorporar al SED. Va estudiar ciències agrícoles a Demmin i a la Universitat de Leningrad fins al 1958. Després va treballar en una granja col·lectiva prop de Galenbeck.
El gener de 1963, Müller es va unir al Comitè Central (ZK) del SED i va ser candidata (membre sense vot) del politburó. També va ser elegida membre del Volkskammer. Després, el 1971, va ser nomenada membre del Consell d'Estat, cap d'estat col·lectiu d'Alemanya de l'Est. Va ser responsable d'agricultura, silvicultura i producció d'aliments. Va dirigir una Kooperative Abteilung Pflanzenproduktion (1972–1976) i una Agrar-Industrie-Vereinigung (1976).
Müller va dimitir juntament amb tot el politburó el 1989 durant Die Wende, i va dimitir del Consell d'Estat i del Volkskammer el gener de 1990. Va ser expulsada del SED.
Müller va morir el 12 d'octubre de 2024, a l'edat de 93 anys.

## Premis i reconeixements
Müller va rebre diversos premis i honors significatius:
- Orde del Mèrit Patriòtic d'argent (1964)
- Bandera del Treball (1969)
- Orde de Karl Marx (1974)
- Orde del Mèrit Patriòtic d'or (1981)
- Medalla Clara Zetkin
- Medalla al Mèrit de l'RDA
- Medalla Artur Becker d'or